# 秋保雅男
秋保 雅男（あきほ まさお、1941年2月14日 - ）は、日本の社会保険労務士。株式会社労務経理ゼミナール代表取締役。

## 経歴
学習院大学政経学部卒業後、民間企業の債権管理専門課長、総務課長、経理課長を経て1975年に開業社会保険労務士となる。その後LECやTAC、産能大学、早稲田大学、朝日カルチャーセンター等で社会保険労務士（社労士）試験担当講師や企業研修担当講師を歴任、その後、自身で労務経理ゼミナールを立ち上げる。
現在では毎年8月下旬に実施される社労士試験の受験シーズンになると全国の書店に週刊住宅新聞社が発行しているテキスト『うかるぞ社労士』をはじめとした秋保本人や自身が経営する労務経理ゼミナールの社員が執筆する著書が並んでいる。